# Museo de Arte Carnegie
El Museo de Arte Carnegie, ubicado en el barrio de Oakland en Pittsburgh, Pensilvania, es un museo de arte fundado en 1895 por el magnate Andrew Carnegie con sede en Pittsburgh. El museo posee una colección de arte contemporáneo, que incluye obras de cine y video.  El museo fue el primer museo en los Estados Unidos con un fuerte enfoque en el arte contemporáneo. Tal como lo instruyó su fundador Andrew Carnegie al inicio del Carnegie International en 1896, el museo ha organizado muchas exposiciones contemporáneas que muestran a los "viejos maestros del mañana".

## Historia
Los orígenes del museo se remontan a 1886 con el concepto inicial de Andrew Carnegie: "Estoy pensando en incorporar en el proyecto para una biblioteca el de una galería de arte en la que se conservará un registro del progreso y desarrollo del arte pictórico en América ".  Completada el 5 de noviembre de 1895, la galería de arte se alojó inicialmente en las bibliotecas Carnegie en el barrio de Oakland en Pittsburgh. 
Carnegie imaginó una colección de museos compuesta por los " Maestros antiguos del mañana" y el Museo de Arte Carnegie se convirtió en uno de los primeros museos de arte moderno de los Estados Unidos. Fue ampliado en 1907 con la adición del Hall de Arquitectura, Hall de Escultura y las Galerías Bruce, con fondos nuevamente proporcionados por Carnegie.
Bajo la dirección de Leon Arkus, se construyó la Galería Sarah Mellon Scaife (125.000 pies cuadrados) como un añadido al Instituto Carnegie existente. Diseñado por el arquitecto Edward Larrabee Barnes, abrió sus puertas en 1974 y duplicó el espacio de exposición del museo, además de un estudio para niños, teatro, oficinas, cafetería y librería. El crítico de arte del New York Times, John Russell, describió la galería como un "paraíso sin ley". La galería ha sido renovada varias veces desde su creación original, la más reciente en 2004. 

## Colecciones y departamentos
Los departamentos del museo incluyen: Bellas Artes (Arte Contemporáneo, Obras en Papel), Artes Decorativas, Arquitectura y Fotografía. El museo presenta hasta 15 exposiciones anuales cambiantes. Su colección permanente comprende aproximadamente 35.000 obras e incluye artes decorativas europeas y americanas desde finales del siglo XVII hasta el presente, obras en papel, pinturas, grabados (principalmente grabados japoneses), esculturas e instalaciones. El museo tiene colecciones especialmente importantes de artefactos de aluminio y sillas.  Aproximadamente 1.800 trabajos están a la vista en un momento dado. 
En 2001 adquirió el archivo del fotógrafo afroamericano Charles "Teenie" Harris, que consta de aproximadamente 80.000 negativos fotográficos que abarcan desde la década de 1930 hasta la década de 1970.  El museo está trabajando con un Comité Asesor de Teenie Harris para identificar las fotografías. Muchas de estas imágenes se han catalogado y digitalizado y están disponibles en línea a través de la Búsqueda de Colecciones del Museo de Arte Carnegie. 
Centro de arquitectura Heinz
Establecido en 1990 con una donación de la viuda Henry J. Heinz II, el Centro de Arquitectura Heinz realuza exposiciones, conferencias, charlas, simposios y otras formas de participación pública.  Su colección de cerca de 6.000 objetos incluye dibujos, modelos, fotografías, artefactos, juegos, objetos efímeros y la tercera colección más grande del mundo de moldes arquitectónicos de yeso.[cita requerida]
Desde finales del siglo XVIII hasta el presente, la colección representa obras de arquitectura, diseño de paisajes, ingeniería, y mobiliario e interiorismo de arquitectos de importancia internacional, nacional y regional.  Las áreas de mayor fortaleza son la arquitectura residencial y los principales arquitectos británicos contemporáneos; la actividad de recopilación reciente se ha centrado en el trabajo de las prácticas emergentes en todo el mundo.  Además de los 4.000 pies cuadrados de espacio de exposición, las instalaciones del Heinz Architectural Center, diseñadas por Cicognani Kalla Architects, incluyen una biblioteca que alberga varios miles de libros, revistas y otros tipos de material impreso. 
La Iniciativa de Fotografía Hillman es una incubadora de ideas innovadoras sobre la imagen fotográfica.  El año inaugural de la iniciativa se centró en cuatro proyectos que, en conjunto, investigaron los límites y las posibilidades de la fotografía a través de la forma en que viaja una imagen.  Concebidos a través de un proceso abierto y discursivo, único en el entorno de un museo, estos proyectos incluyeron eventos públicos en vivo en el museo, una sala de lectura emergente en las galerías, dos proyectos colaborativos basados en la web y una serie de comisiones, incluidos videos documentales, proyectos de arte, y escritura. 
Temas de la colección
- Vidrio contemporáneo
- Fotografías de Teenie Harris: Erroll Garner y Jazz from the Hill
- Carnegie Internacional
- Estampados japoneses
- Artistas de Pittsburgh
- El arte de la silla
- Fotografía pictorialista
- Pintura y escultura 1860–1920.
- W. Eugene Smith

## Galerías

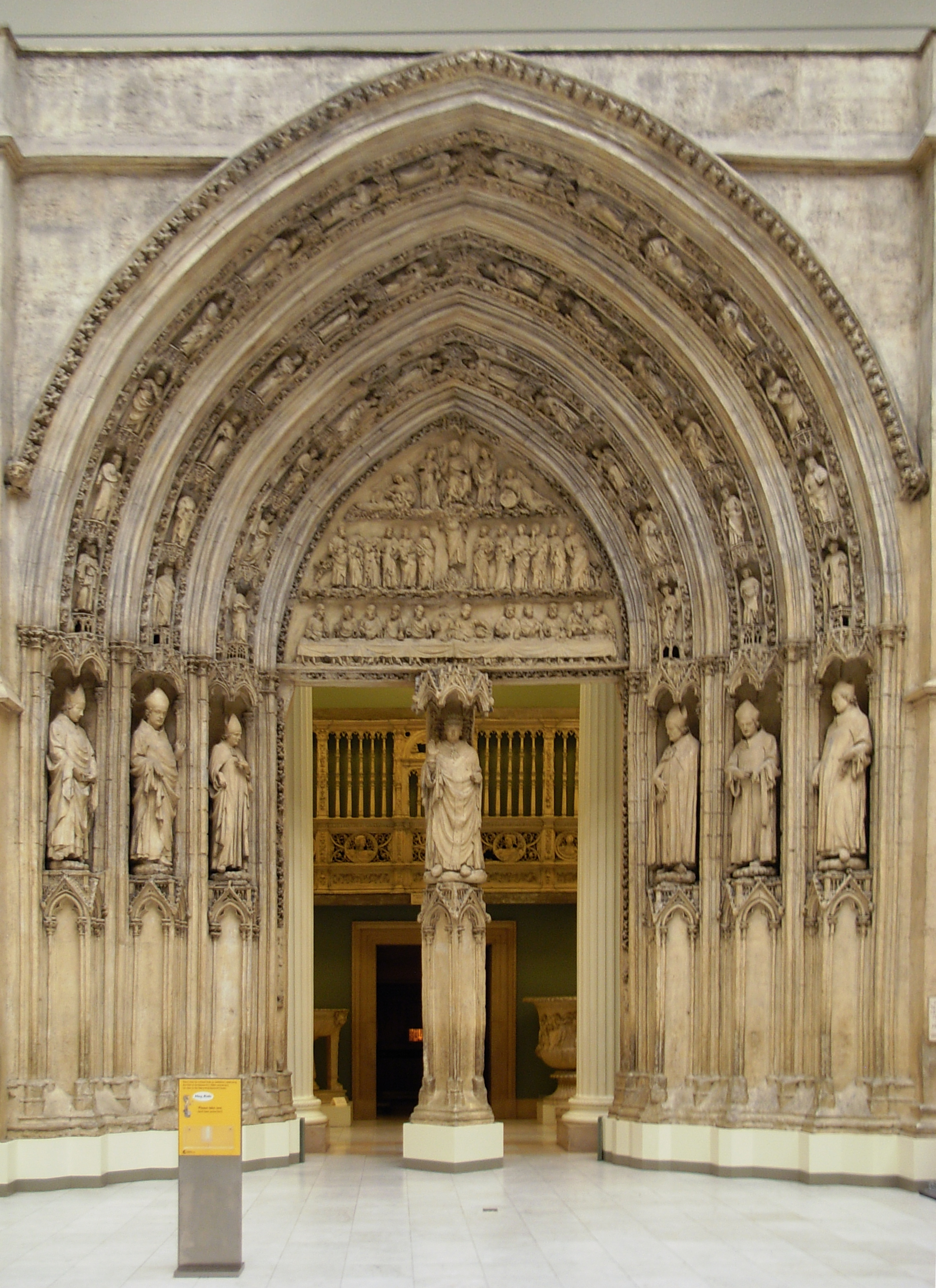
Escayola del portal del crucero norte de la catedral de Burdeos en el Salón de Arquitectura

- Galerías Ailsa Mellon Bruce (1907): originalmente se construyó con una presentación de una reproducción de  moldes de bronce de Pompeya y Herculano.  Renovadas en 2009, las galerías exhiben más de 500 objetos que representan artes decorativas estadounidenses y europeas, desde los períodos rococó y neoclásico del siglo XVIII hasta el diseño y la artesanía contemporáneos.
- Hall de Arquitectura (1907) - A finales de la era victoriana fueron producidas por vendedores profesionales muchas obras clásicas, antiguas y medievales sobresalientes realizadas en escayola. Solo algunos museos, como el Museo de Arte Carnegie, hicieron todo lo posible para desarrollar sus propios modelos grandes y únicos. La portada del Oeste de Saint-Gilles-du-Gard, comprado por Andrew Carnegie por recomendación de expertos en arte, es único en su clase y podría decirse que es la reproducción en escayola arquitectónico más grande jamás creado.  Hoy en día, el Salón de Arquitectura alberga casi 140 moldes de yeso de elementos de edificios de las antiguas y clásicas civilizaciones de Egipto, Grecia y Roma y de la Europa románica, gótica y renacentista. Como tal, es la mayor colección de piezas de escayola de obras maestras arquitectónicas de América y una de las tres más grandes del mundo, junto con las del Victoria and Albert Museum de Londres y el Musée national des Monuments Français de París.
- Hall de Escultura (1907): inspirado en el santuario interior del Partenón, y creado originalmente para albergar los 69 moldes de yeso del museo de esculturas egipcias , del Cercano Oriente, griegas y romanas.  Hoy exhibe obras de las colecciones permanentes, con su balcón que exhibe objetos de artes decorativas desde el siglo XVIII hasta el siglo XX.
- Centro de Arquitectura Heinz (1993): dedicado a la colección, el estudio y la exhibición de dibujos y modelos arquitectónicos.
- Galerías Scaife: enfocadas principalmente en el arte europeo y estadounidense desde 1850, pero también incluyen colecciones de arte africano, arte clásico y egipcio, y arte europeo y americano más antiguo.
- Obras en la galería de papel
- Galería Forum: ubicada en el primer piso del museo, justo dentro de la entrada de Forbes Avenue, este espacio individual está dedicado a exposiciones temporales de arte contemporáneo. Abrió el 3 de noviembre de 1990 con el apoyo del National Endowment of the Arts. La primera exposición, Forum 1, fue una exposición individual de Jeff Wall. Las exposiciones posteriores se numeraron secuencialmente (por ejemplo, el Foro 40 contó con la presencia de Félix de la Concha).  A diferencia de las exposiciones de museos más grandes, que pueden tardar hasta tres años en planearse y ejecutarse, los espectáculos del Foro se reúnen con relativa rapidez y están abiertos a la visión de cualquier miembro del personal curatorial.  En palabras de Vicky Clark, una curadora de larga data en el museo, "la idea era asegurarse de que tuviéramos una exposición de arte contemporáneo en todo momento".[6]

## Los programas
En los últimos 75 años, más de 100,000 niños de todas las edades han asistido a clases de arte los sábados en las galerías del Museo de Arte Carnegie. Los exalumnos del programa incluyen a Andy Warhol, al fotógrafo Duane Michals y al artista contemporáneo Philip Pearlstein.  El museo tiene varios programas que también son específicos para el grupo de edad.  Hay algunos para niños, adolescentes, adultos, e incluso hay algunos dedicados a los educadores escolares. El Carnegie Museum of Art fue nombrado el quinto museo de arte más amigable para los niños en los Estados Unidos por la revista Child. 

### Programa para adultos
- Conferencias y charlas: las conferencias y charlas son presentadas por artistas, curadores y académicos para mejorar las experiencias de los visitantes en la exploración de las exposiciones.
- Cine y música: el museo presenta proyecciones que se relacionan con las exhibiciones abiertas o que tratan temas de interés en Pittsburgh y el mundo del arte en general.  Además, el museo alberga artistas musicales de renombre en el histórico Carnegie Music Hall, Oakland.
- Clases y talleres: Las colecciones y exposiciones del museo son usadas para  clases de historia del arte y talleres.  Estas clases ofrecen excelentes oportunidades para investigar trabajos individuales o periodos en mayor profundidad, y permiten a los visitantes conectarse con el arte que en ese momento se exhibe en nuestras galerías.
- Programas Internacionales Carnegie
- Tercer jueves: el tercer jueves de cada mes, las galerías de arte del museo están abiertas hasta tarde, con música y un menú de café nocturno.

### Programa para niños y familias
- La conexión del arte: es el programa de arte más importante de Pittsburgh para estudiantes de los grados 5 a 9, La conexión del arte es un programa de 18 semanas que combina la apreciación del arte con un estudio en profundidad.  El programa se extiende de octubre a marzo de cada año y se cierra con una exposición estudiantil en la primavera.
- Campamentos de verano: campamentos de medio día y día completo de una semana para niños de 4 a 13 años, con programas adicionales disponibles para preescolares y estudiantes de secundaria.

### Programa para adolescentes
- Talleres: los talleres brindan una oportunidad para que los visitantes de la escuela secundaria vean de cerca las obras de arte, creen obras de arte públicas, interactúen con artistas en ejercicio y experimenten el museo entre bastidores, junto con otros estudiantes de secundaria de toda el área de Pittsburgh.

### Programa de educadores
- Desarrollo profesional CMOA organiza oportunidades de desarrollo profesional para educadores durante todo el año.

### Programa comunitario
- Guión gráfico: el diario digital del Museo de Arte Carnegie sirve como un foro vital para compromisos críticos con el arte, la cultura y los temas relevantes para el oeste de Pennsylvania y más allá.
- Recycle Park: una asociación entre los residentes de North Braddock, el colectivo de artistas, el Carnegie Museum of Art, y muchos otros, han apoyado los esfuerzos continuos para ayudar a revitalizar un querido parque del vecindario.
- Colección de préstamos de arte en la Biblioteca Carnegie de Braddock las obras de arte de los artistas participantes, se han puesto a disposición de cualquier persona del condado con una tarjeta de biblioteca válida de la misma forma en que se puede sacar un libro. El enfoque alternativo de Braddock Carnegie Library a los préstamos de arte está cambiando la relación de la comunidad con el arte.
- Pittsburgh Juguetón y Colaborativo: Fundado con el objetivo de apoyar el acceso al juego para personas de todas las edades, la colaboración busca involucrar a la comunidad en general a través de sus actividades y eventos.  Carnegie Museum of Art, en colaboración con Play Pittsburgh Collaborative, busca incorporar el juego en nuestra vida diaria.

## Galería

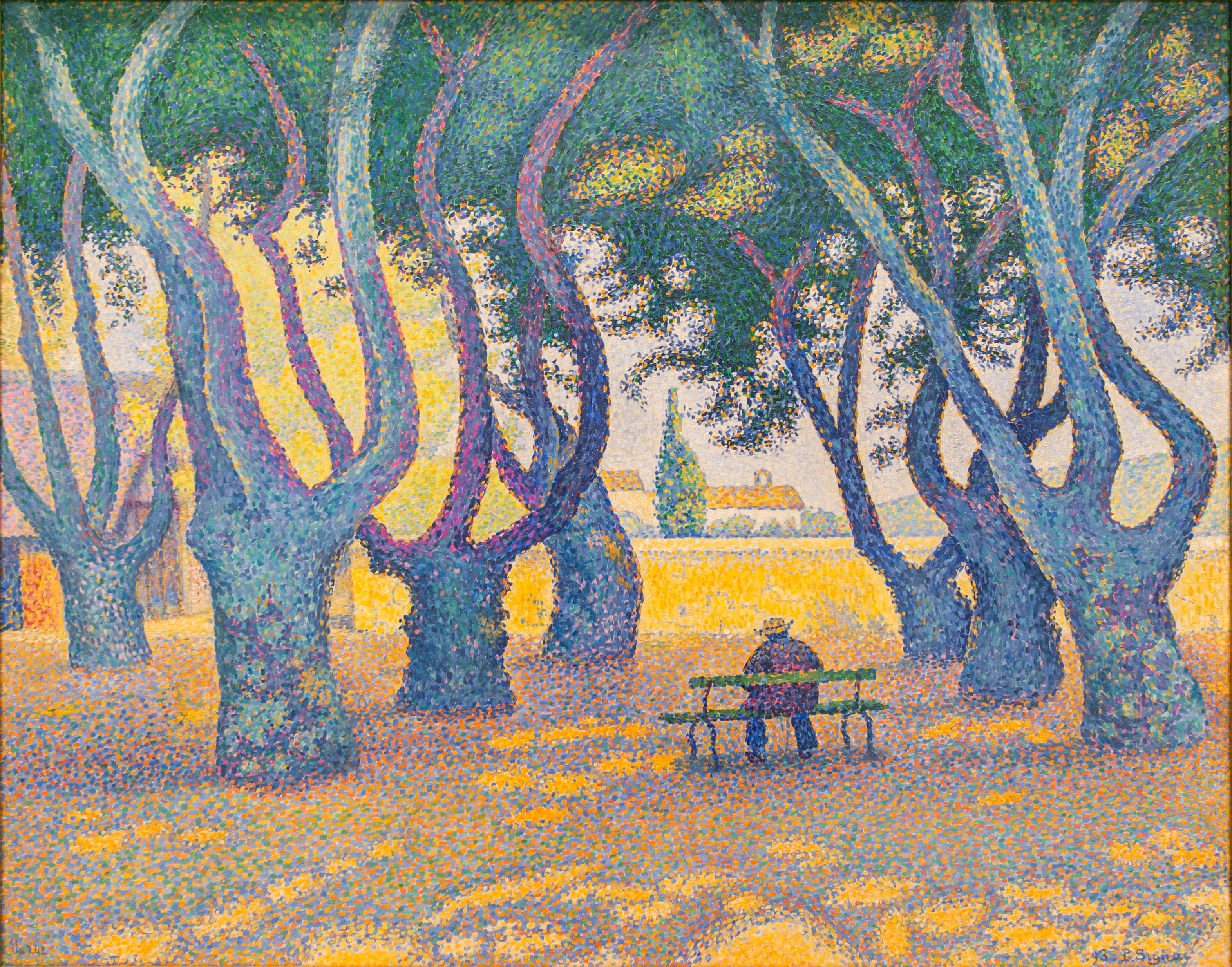
Place des Lices, 1893, óleo sobre lienzo, Paul Signac
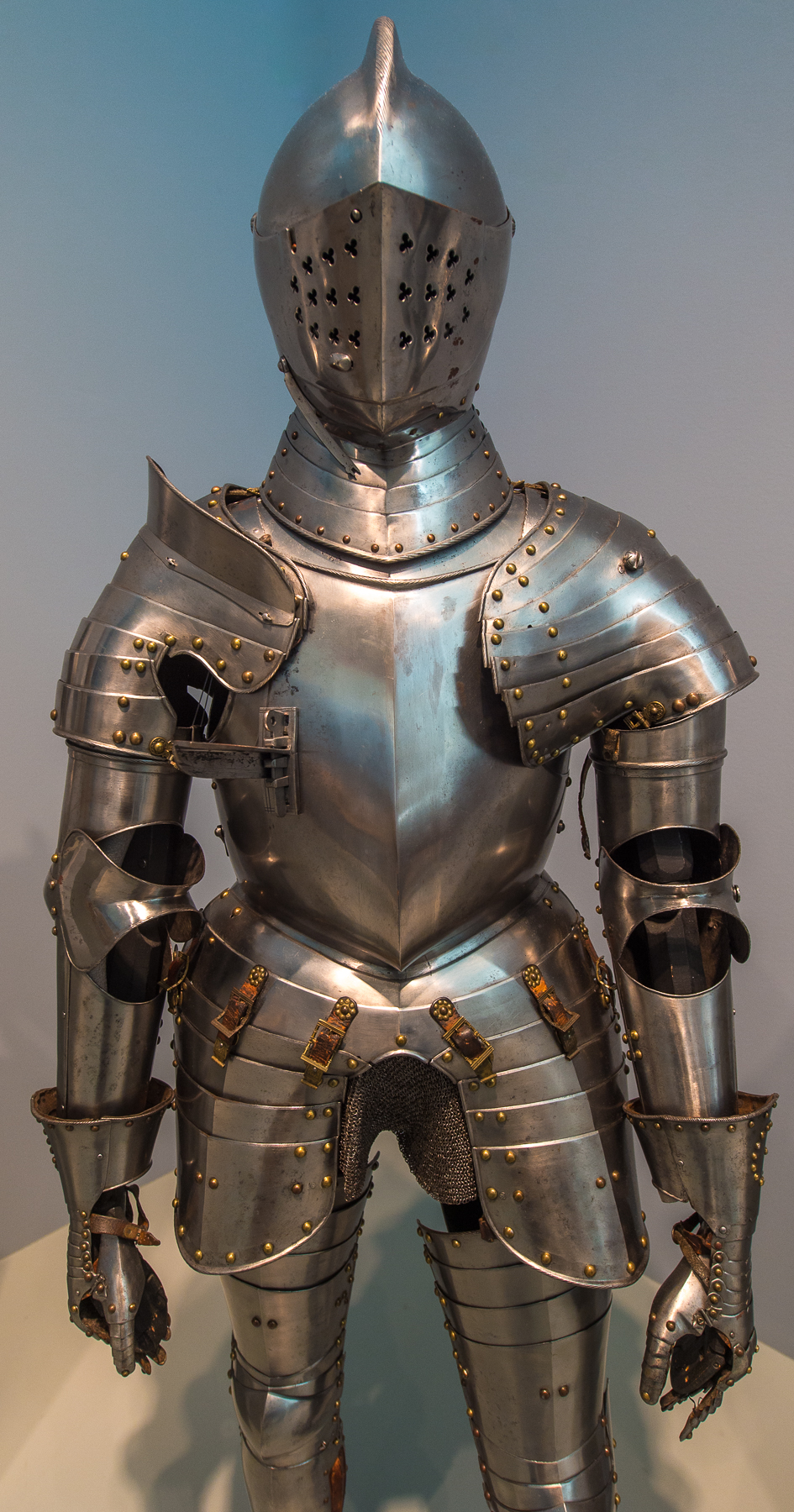
Armadura, con casco, hacia 1555, Anton Peffenhauser.
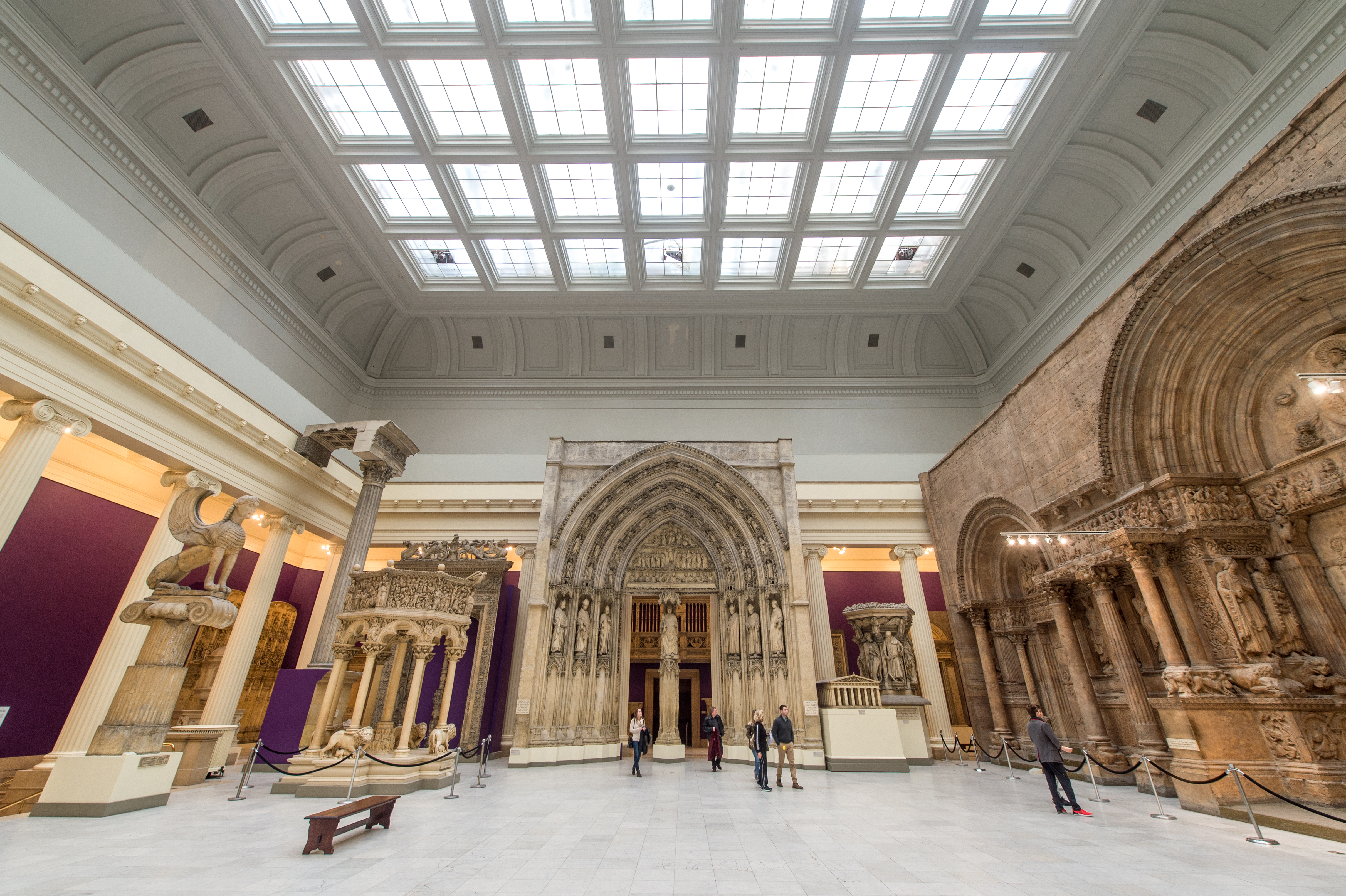
La sala de arquitectura
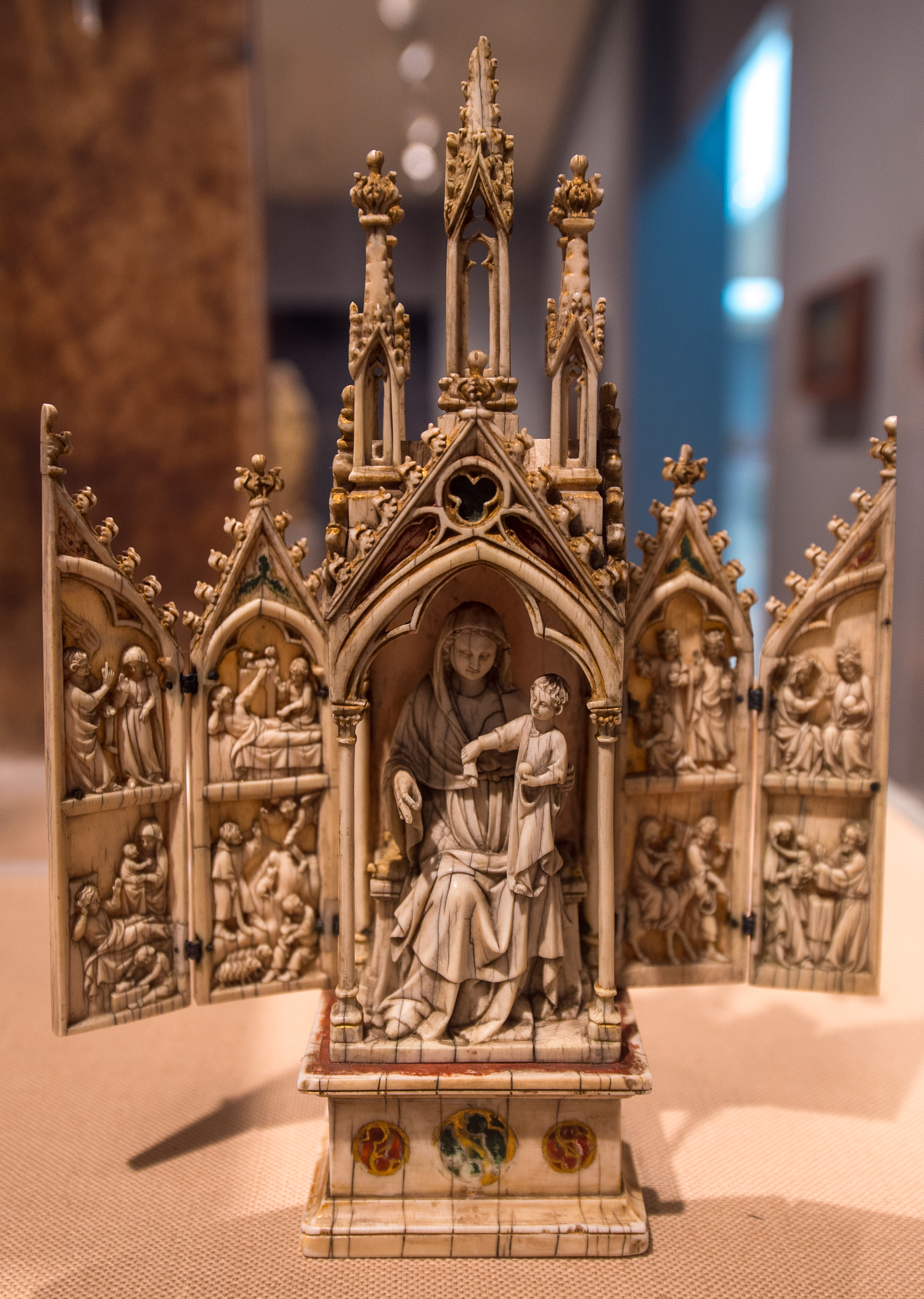
Altar portátil en marfil, del siglo XIV, francés.
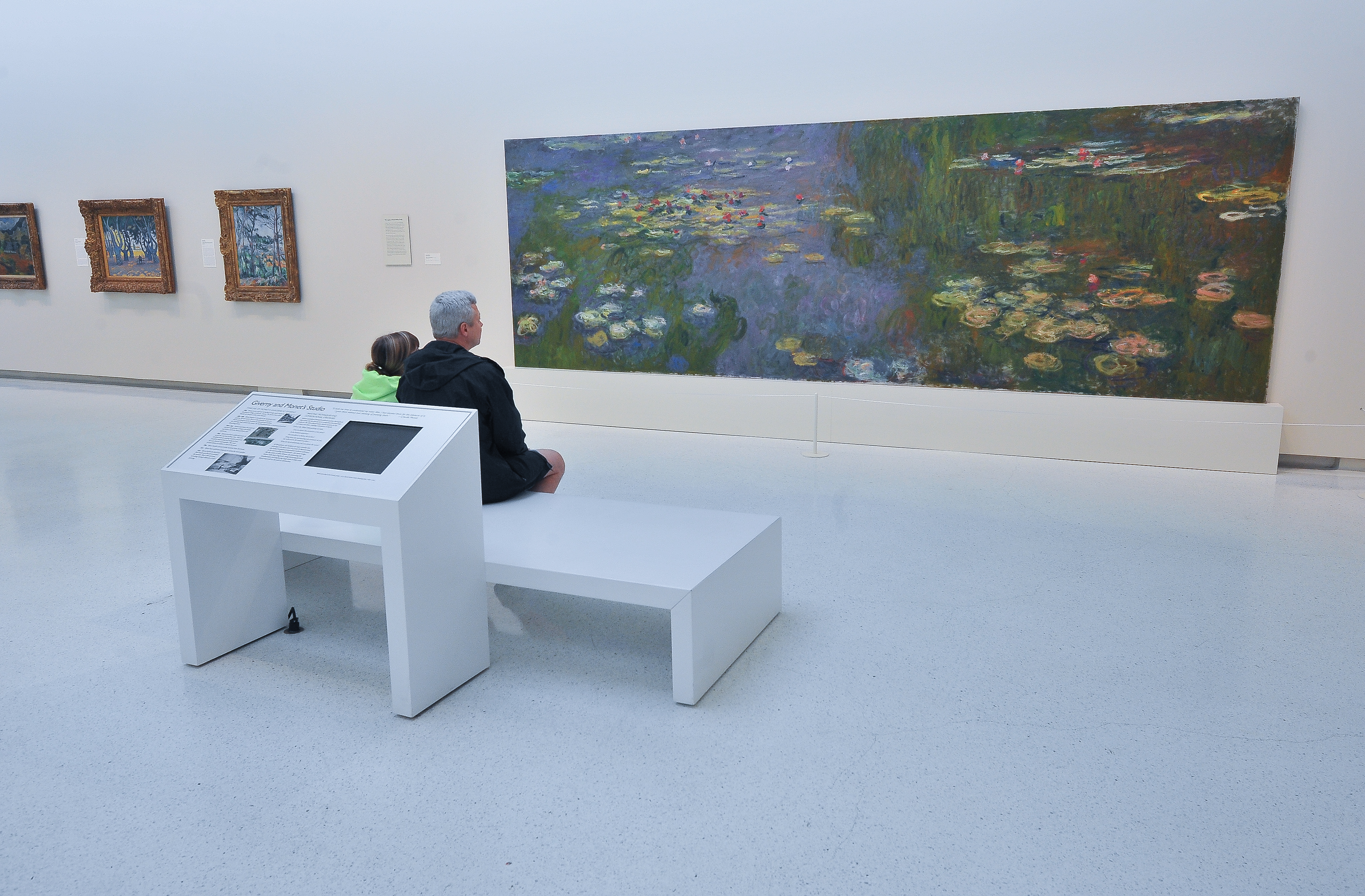
Lirios de agua (Nymphéas) , 1915–26, óleo sobre lienzo, Claude Monet
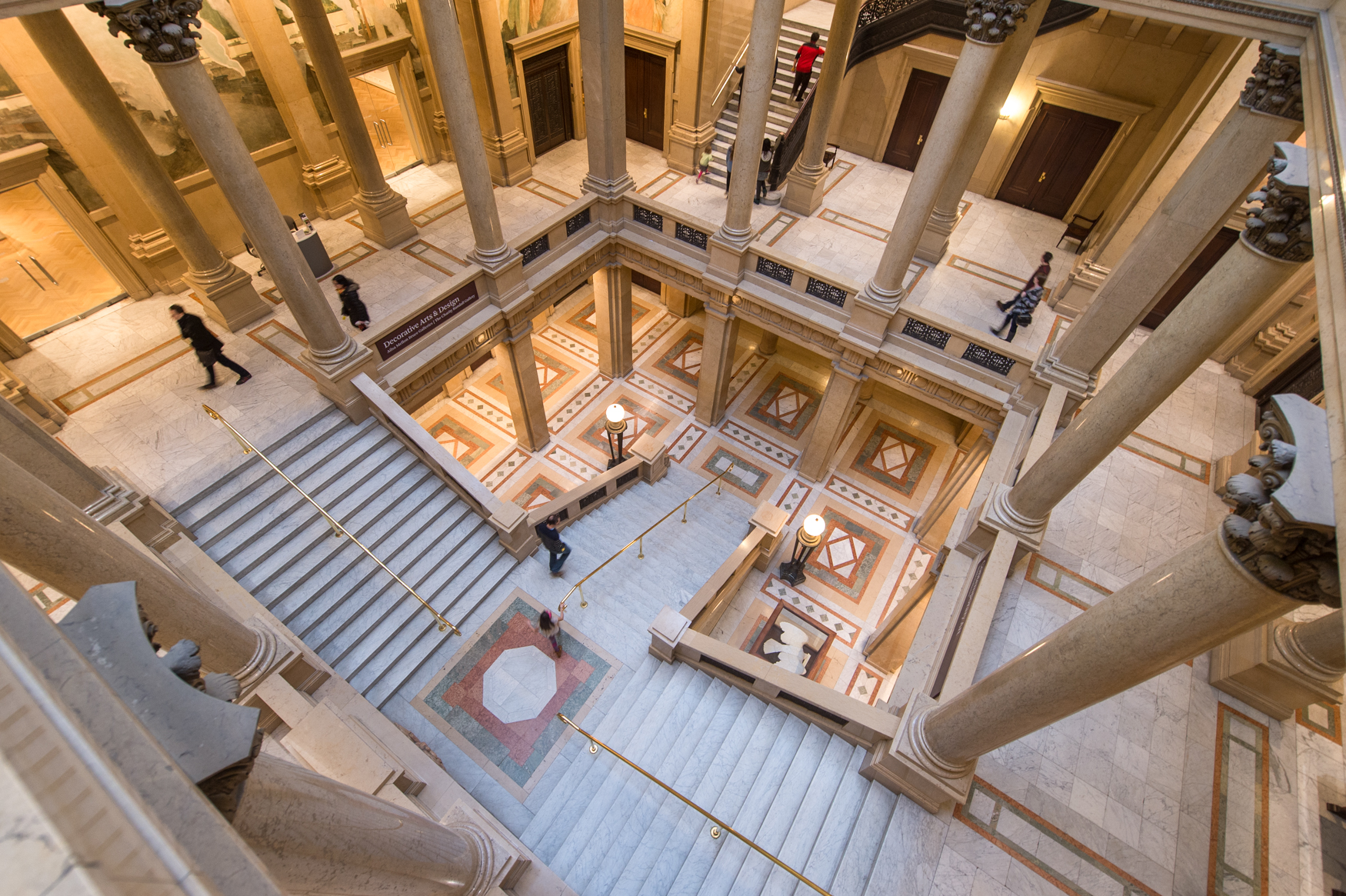
La Gran Escalera de 1907
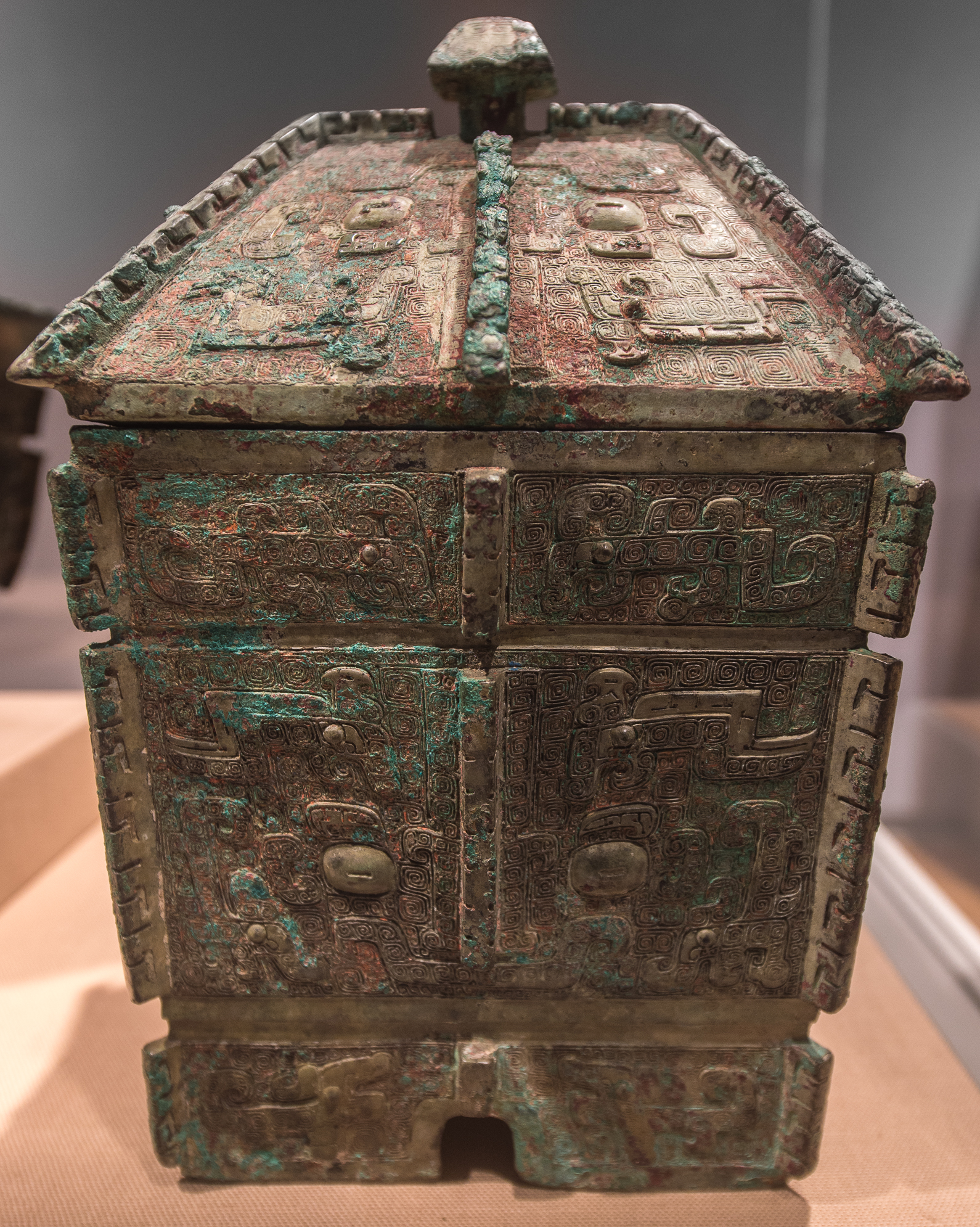
Vaso ritual de bronce, 1300-1150 aC, Dinastía Shang , China
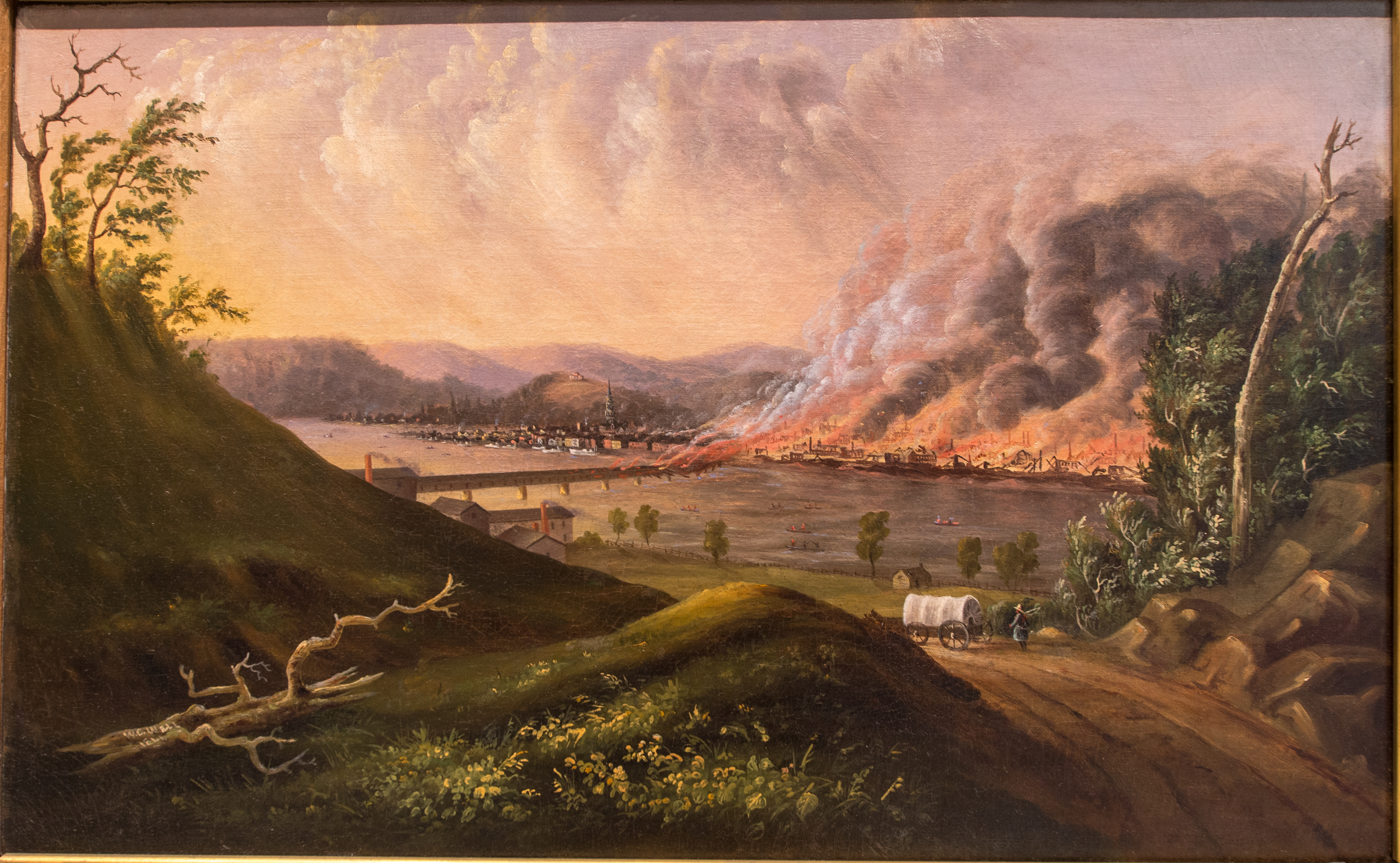
Vista del Gran Incendio de Pittsburgh , 1846, óleo sobre lienzo, William Coventry Wall
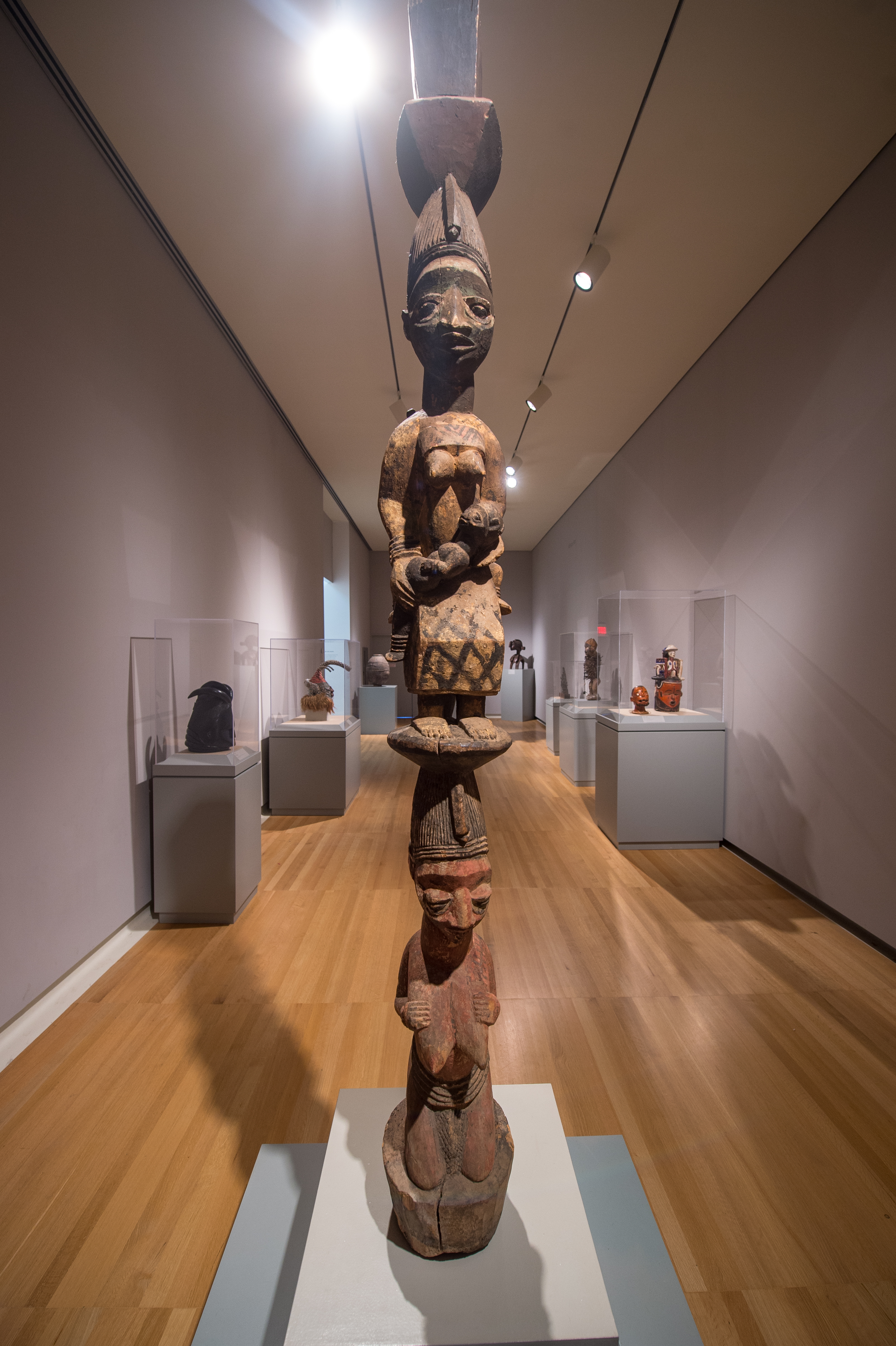
Poste de casa, hacia 1930, Cultura Yoruba, África.
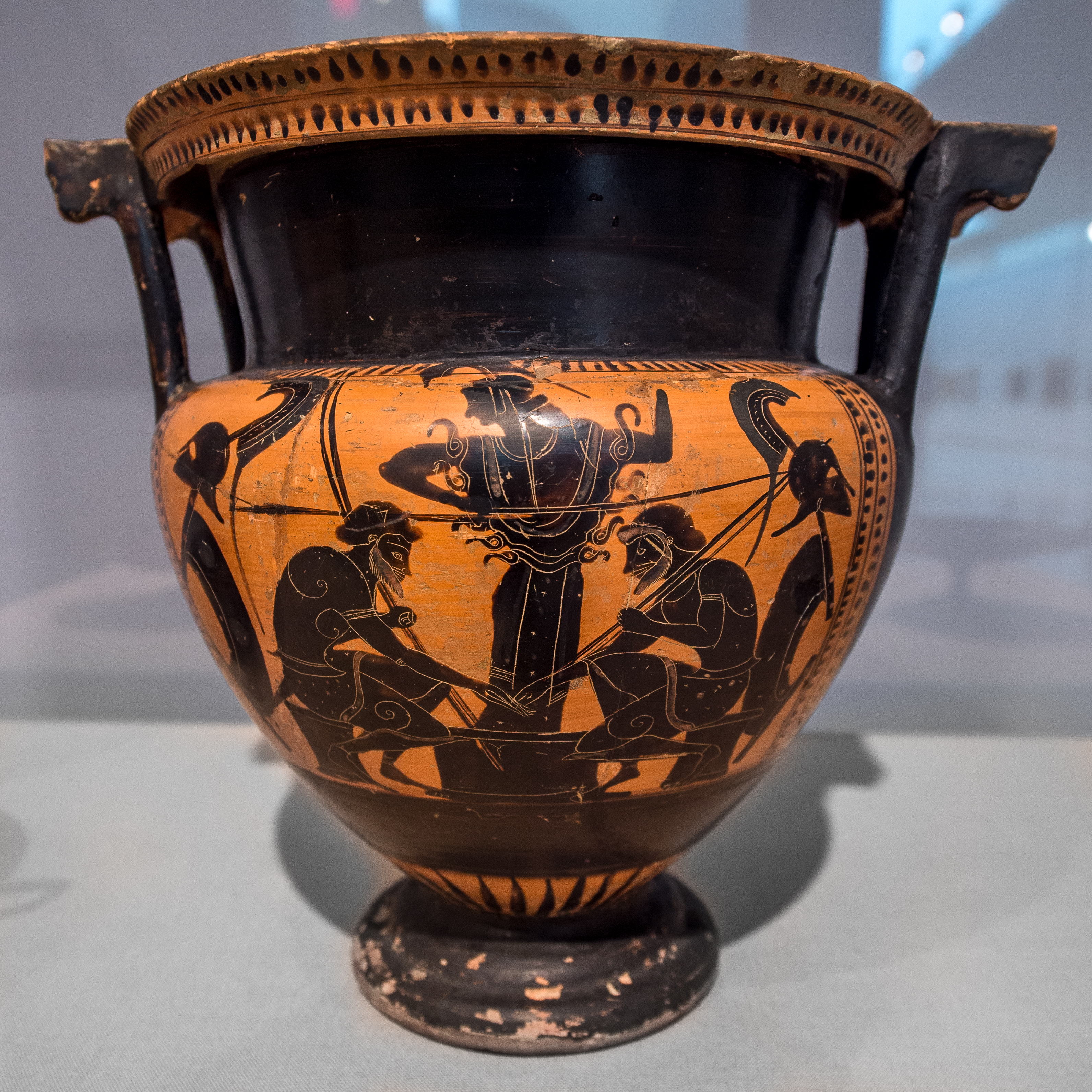
Antiguo jarrón grecorromano
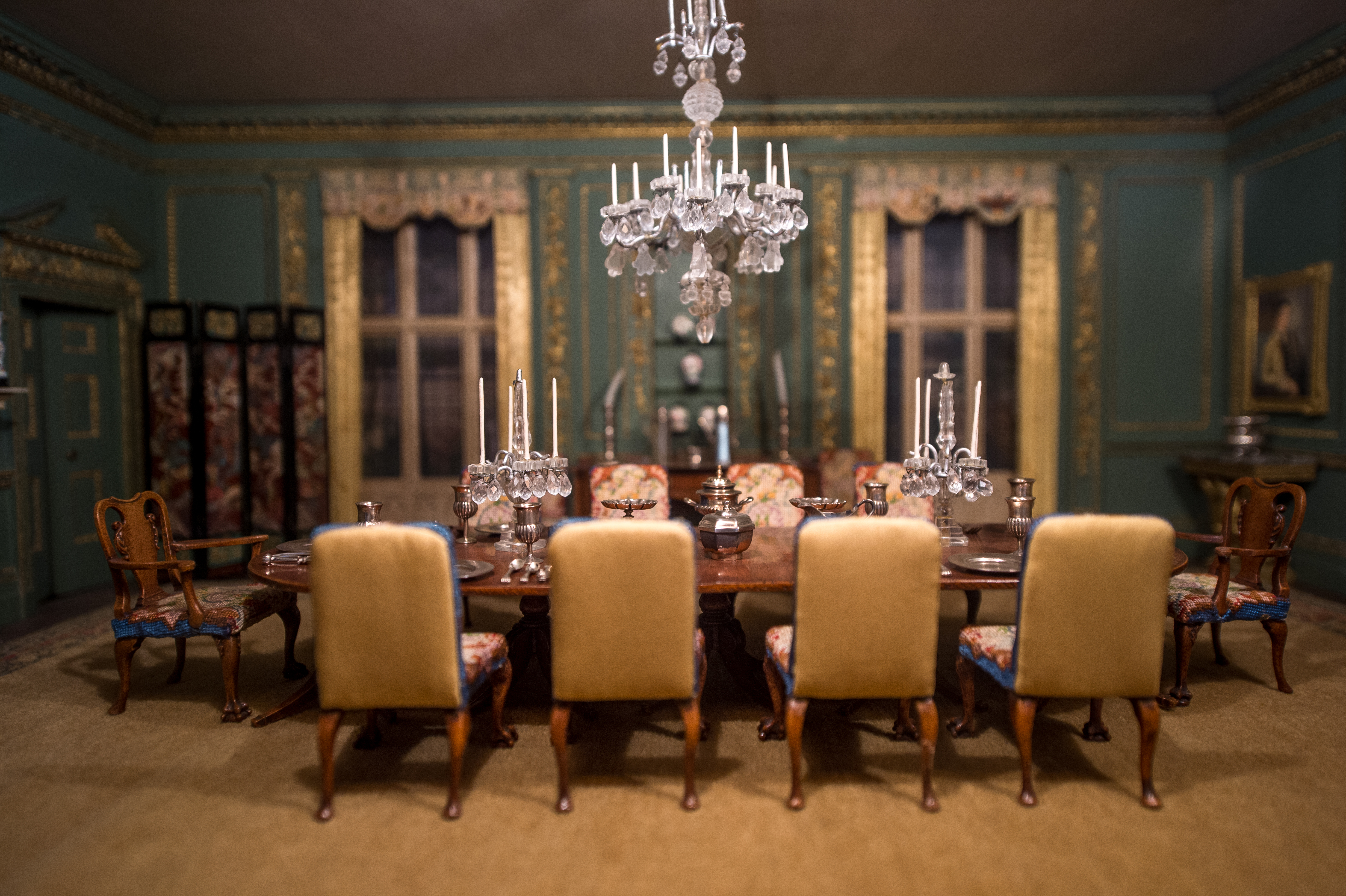
Sala de miniaturas en exhibición, Ruth McChesney
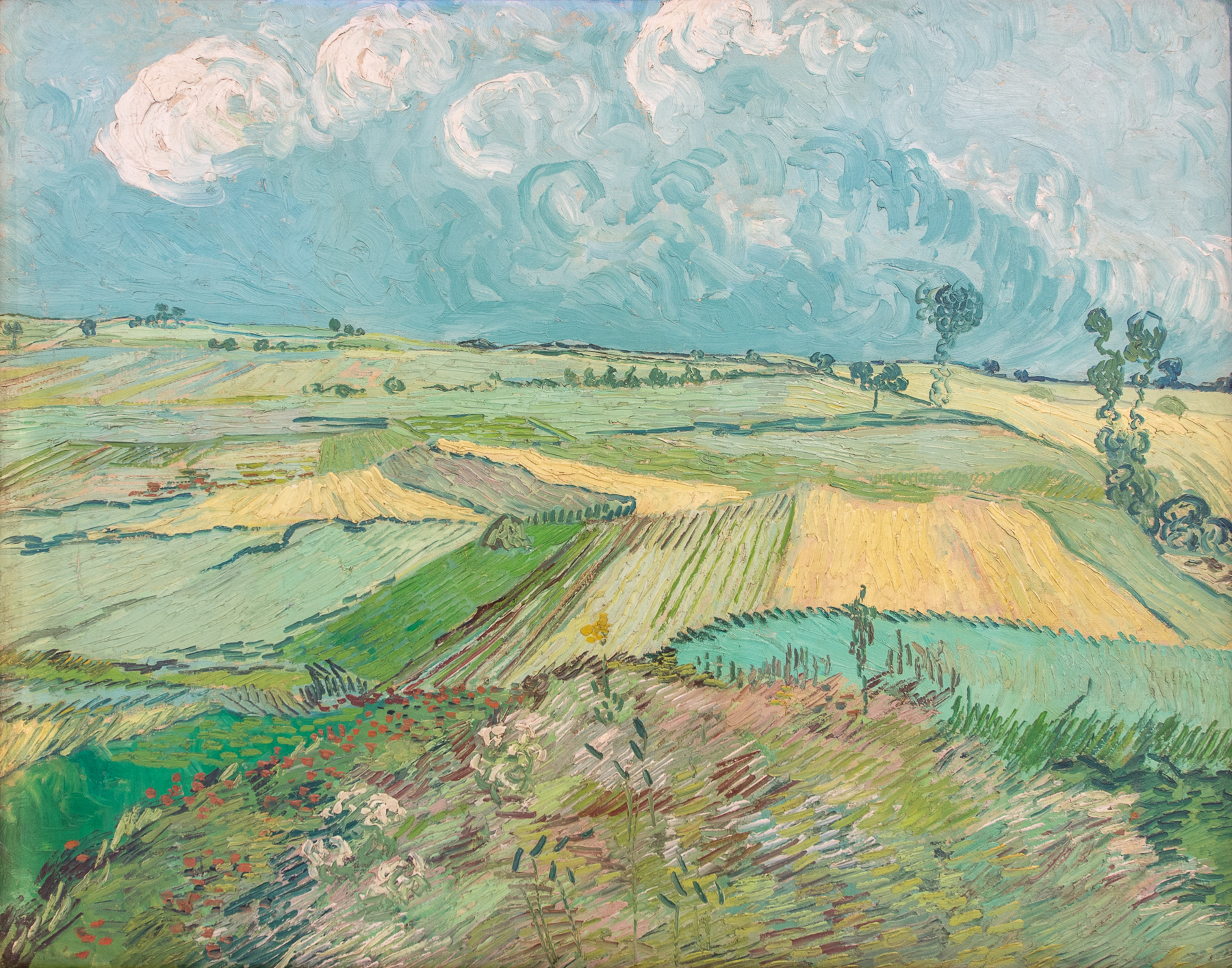
Campos de trigo después de la lluvia (The Plain of Auvers) , 1890, óleo sobre lienzo, Vincent van Gogh
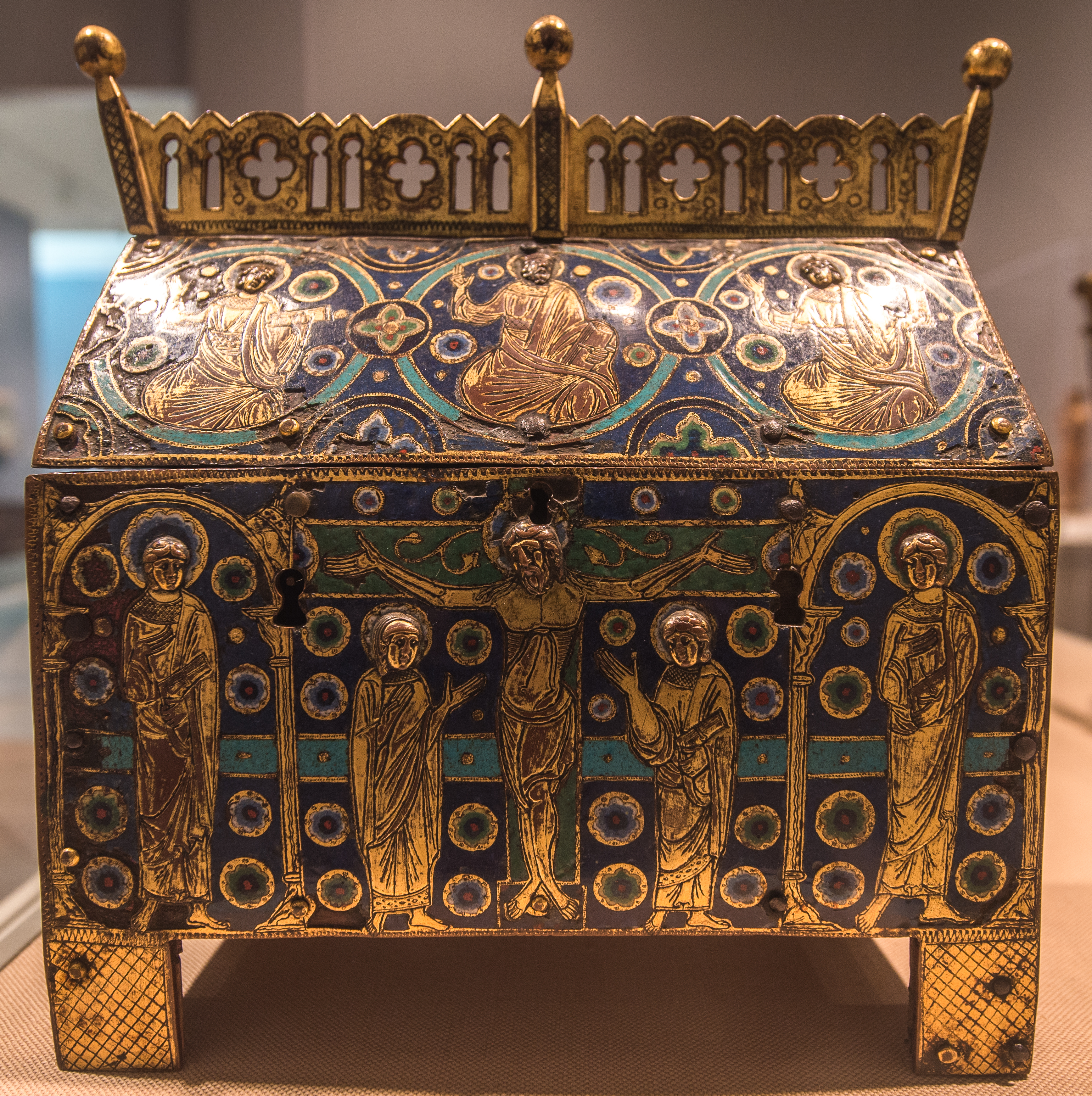
Ataúd para reliquias de un santo (châsse), siglo XIII, francés
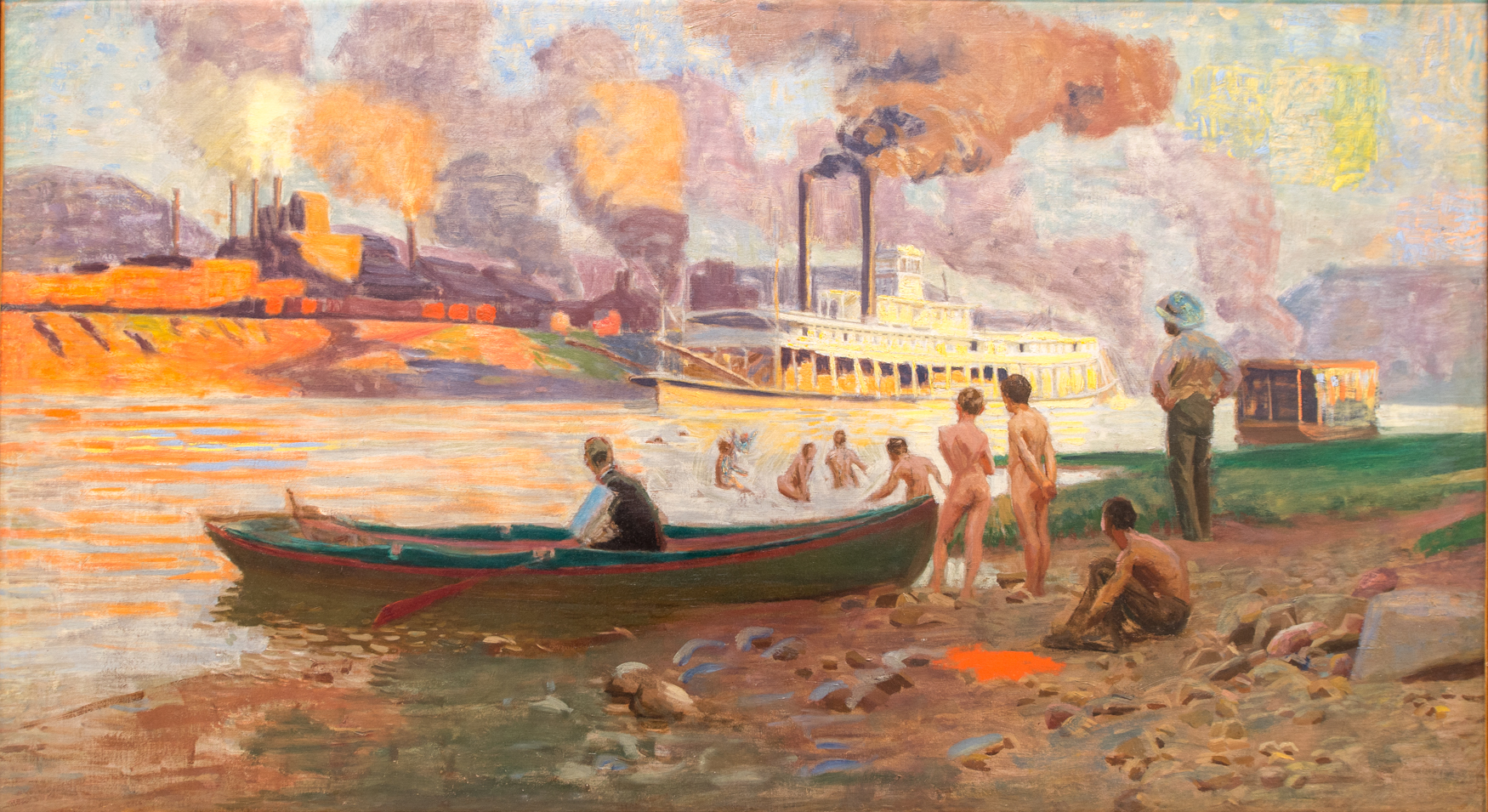
Barco de vapor en el Ohio , 1896, óleo sobre lienzo, Thomas Pollock Anshutz
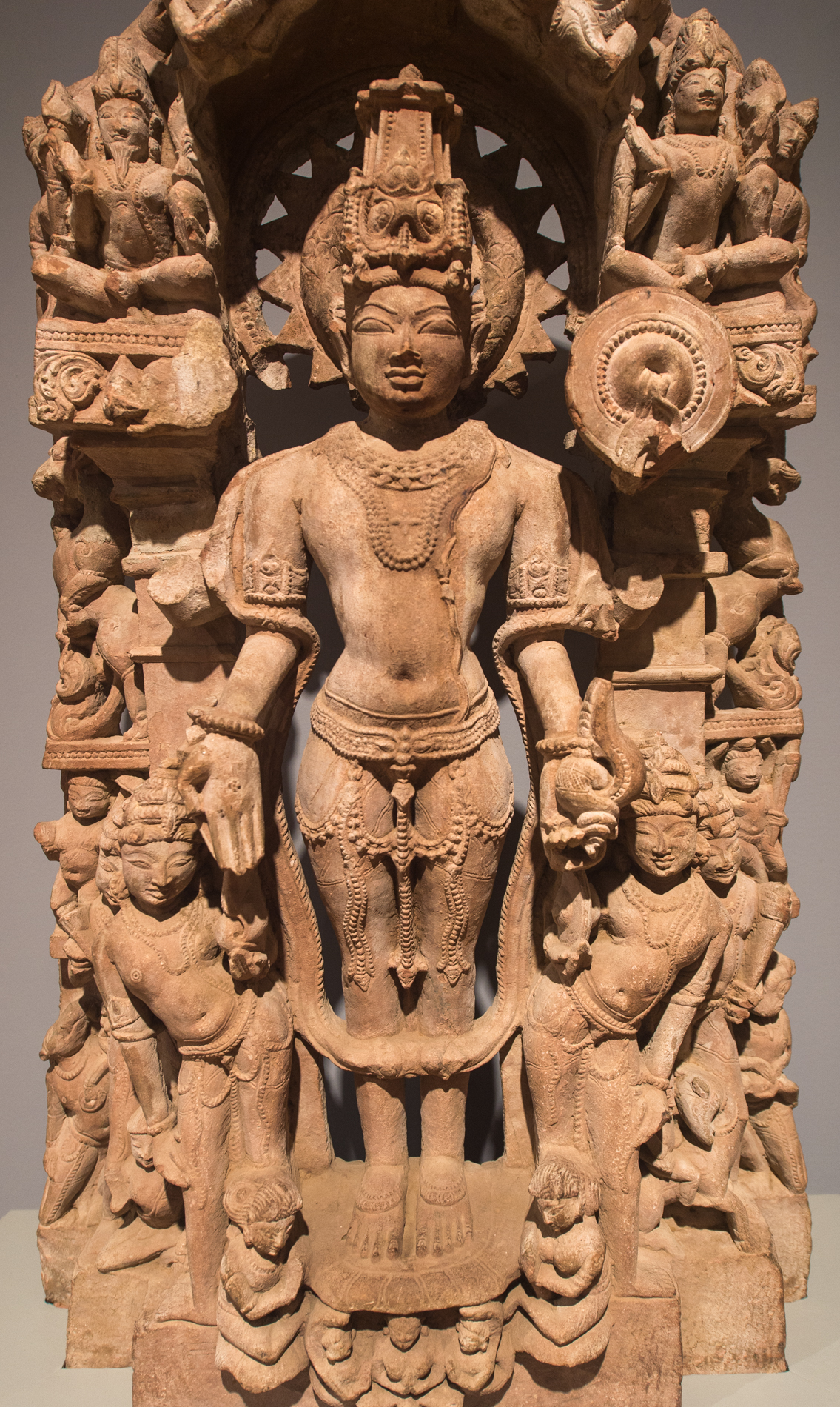
Estela de Vishnu con avatares y deidades acompañantes, CE de 1100, desde el centro de la India
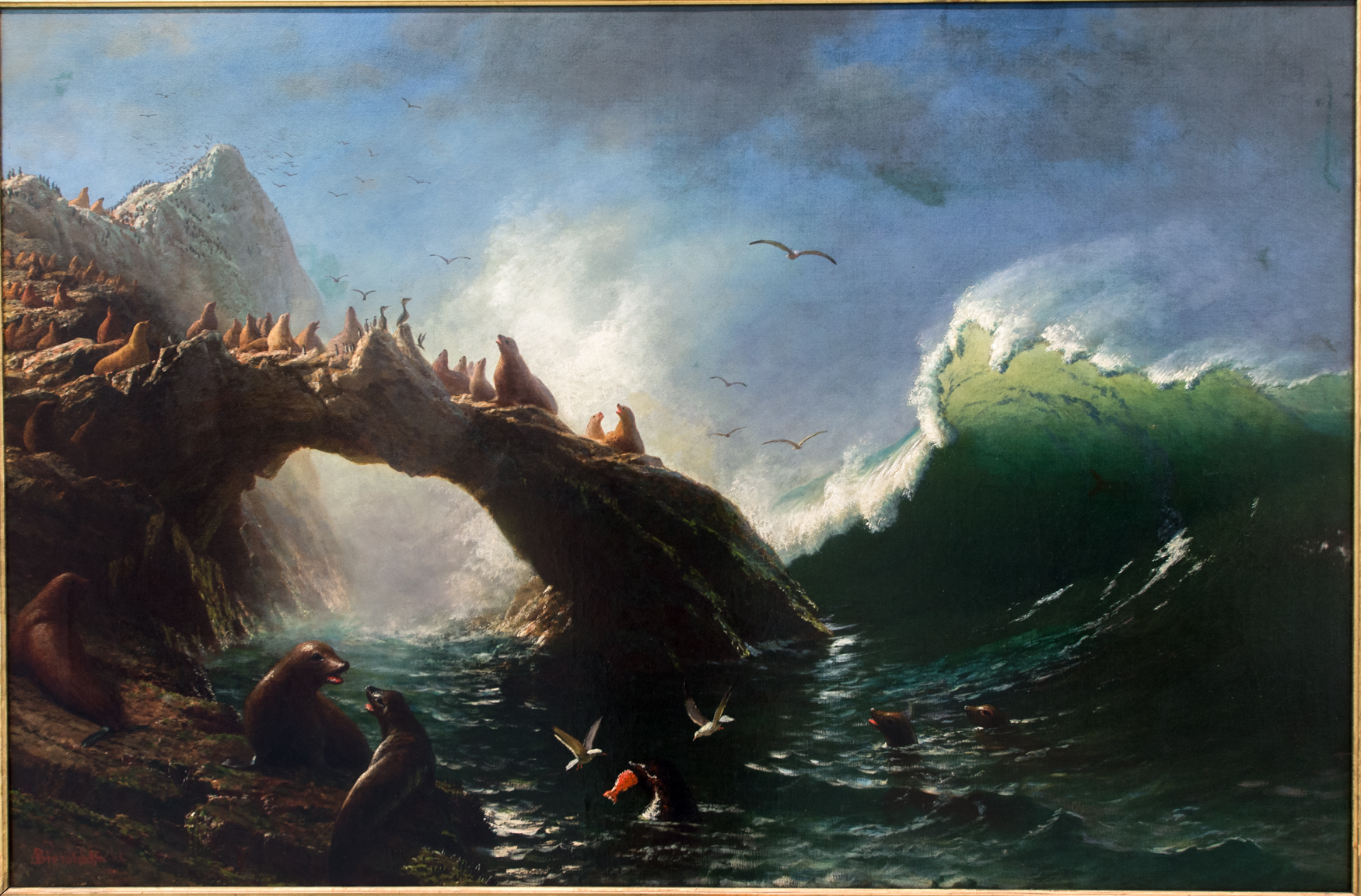
Isla Farallón , 1887, óleo sobre lienzo, Albert Bierstadt